# مسجد جونجو
مسجد جونجو أو مسجد أبو بكر الصديق أو مركز أبو بكر الصديق الإسلامي هو مسجد ومركز إسلامي يقع في مدينة جونجو في كوريا الجنوبية، يقع المسجد على بعد 500 متر من محطة جونجو.
تقام في المسجد الصلوات الخمس في كل يوم وليلة، بالإضافة لأداء صلاة الجمعة، وتقام في المسجد دروس يومية بعد كل صلاة مغرب وعشاء وفجر وظهر.

## وصلات خارجية
- الموقع الرسمي لمسجد جونجو